# Michele Saladino
Michele Saladino (* 31. Oktober 1835 in Palermo; † 12. August 1912 in Ornavasso) war ein italienischer Komponist und Musikpädagoge.
Saladino war Schüler von Pietro Raimondi. Ab 1870 war er Professor für Harmonielehre am Mailänder Konservatorium. Zu seinen Schülern zählen die Komponisten Giacomo Puccini und Pietro Mascagni. Er verfasste zahlreiche Klavierauszüge zeitgenössischer Opern und komponierte Kirchenmusik, Vokal- und Instrumentalwerke.